# Laurence R. Harvey

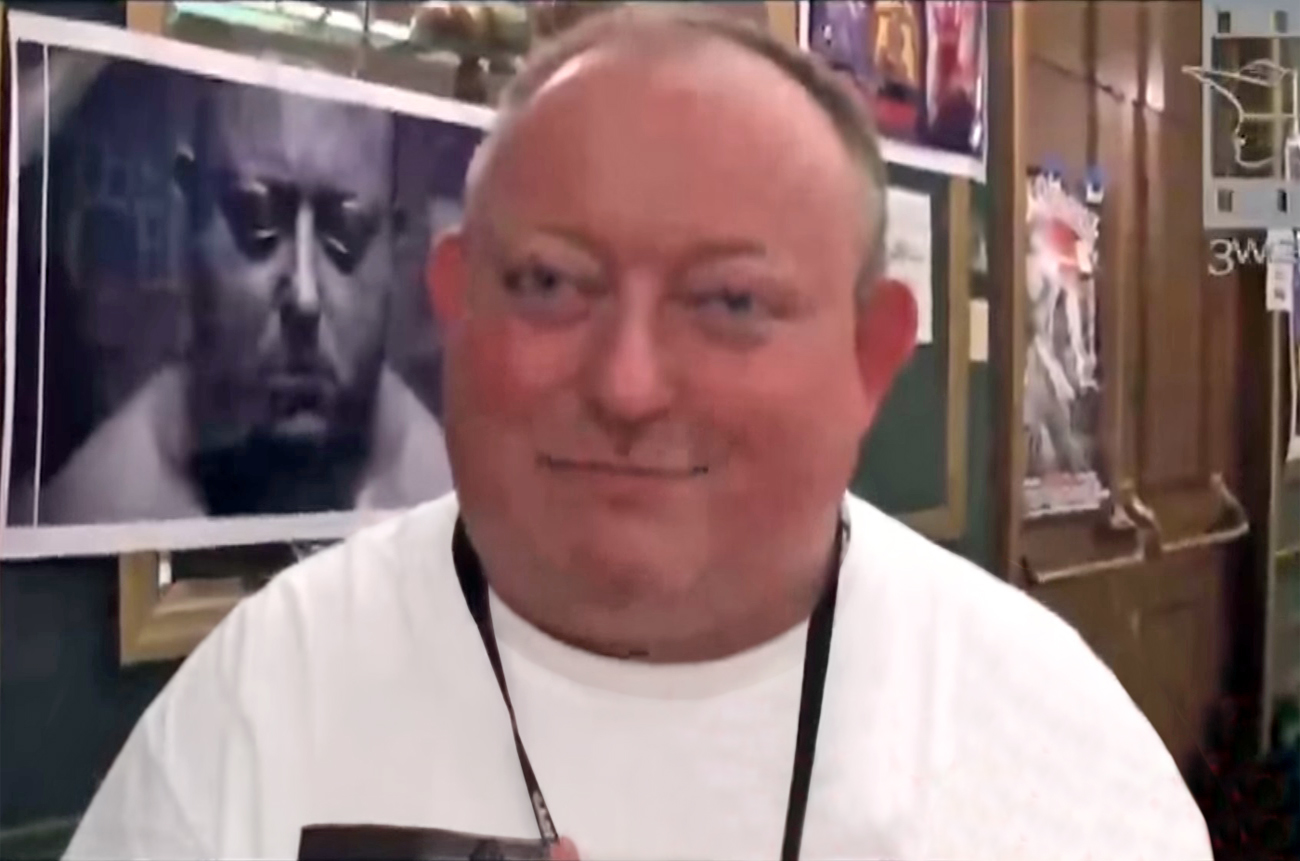
Laurence R. Harvey

Laurence Robert Harvey (* 17. Juli 1970) ist ein britischer Schauspieler.

## Leben und Wirken
Harvey ist vor allem für seine Rolle als Martin Lomax im Horrorfilm The Human Centipede II (Full Sequence) (2011) bekannt. Produziert und inszeniert wurde der Film von Tom Six. Bei der Figur Martin Lomax handelt es sich um einen stark übergewichtigen, psychisch labilen Mann mit Asthma, der in einem Londoner Parkhaus als Nachtwächter arbeitet und vom Originalfilm Human Centipede – Der menschliche Tausendfüßler (2009) besessen ist.
Im dritten und letzten Teil der Reihe, The Human Centipede III (Final Sequence), wirkte Harvey erneut mit, allerdings in einer anderen Rolle.
Vor seinem Auftritt in The Human Centipede II war Harvey hauptsächlich im Londoner Kinderfernsehen und in Theaterkomödien zu sehen.

## Filmografie (Auswahl)
- 2010: The Pizza Miracle 2010
- 2011: The Human Centipede 2 (Full Sequence)
- 2012: King of Thebes
- 2013: Cool as Hell
- 2014: The ABCs of Death 2
- 2014: The Editor
- 2015: My Bloody Banjo
- 2015: Dead Love
- 2015: English Mary
- 2015: House of Many Sorrows
- 2015: The Human Centipede 3 (Final Sequence)
- 2015: Boogeyman: Reincarnation
- 2015: Kindred Spirits
- 2015: Redacted
- 2015: Frankenstein Created Bikers
- 2016: Elephant Man of War
- 2016: Egomaniac
- 2017: Made Ordinary
- 2017: Dark Web
- 2017: Attack of the Adult Babies
- 2019: For We Are Many
- 2020: House of Many Sorrows
- 2021: A Little More Flesh II
- 2021: Torture
- 2022: Eating Miss Campbell
- 2022: Ribspreader
- 2023: Artifacts of Fear
- 2025: Doctor Deathface

## Auszeichnungen und Nominierungen
Fright Meter Awards
- Bester Hauptdarsteller: 2011[1]